# Tabagisme pendant la grossesse
Pour des articles plus généraux, voir tabagisme et grossesse.
 (janvier 2008).
Si vous disposez d'ouvrages ou d'articles de référence ou si vous connaissez des sites web de qualité traitant du thème abordé ici, merci de compléter l'article en donnant les références utiles à sa vérifiabilité et en les liant à la section « Notes et références ».

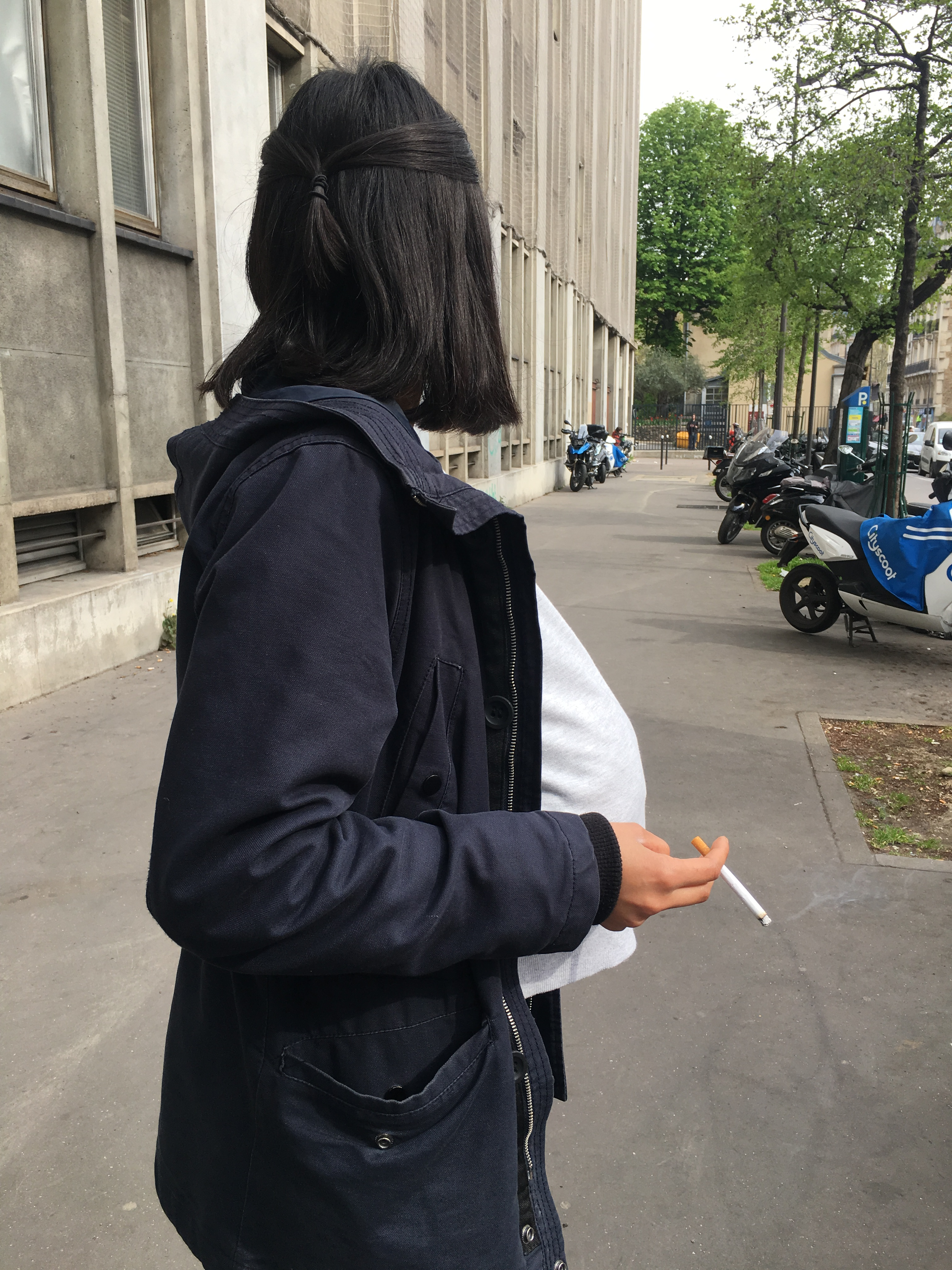
Photo d'une femme enceinte en train de fumer.

Le tabagisme au cours de la grossesse représente, dans les pays industrialisés, un problème de santé publique croissant proportionnellement au nombre de fumeuses : on estime qu'en 2004 50 % des femmes enceintes fument. 60 à 70 % d'entre elles cessent spontanément, ou diminuent drastiquement leur consommation. Les conséquences du tabac peuvent être dramatiques pendant la grossesse et pour la santé ultérieure de l'enfant.

## Conséquences avant l'accouchement
Le taux de fausse couche spontanée est trois fois plus important chez les femmes qui fument pendant leur grossesse. Le taux de grossesse extra-utérine (par altération de la mobilité de l'œuf dans la trompe de Fallope) est trois fois plus important chez les femmes qui fument 20 cigarettes chaque jour, 1,5 fois chez celles qui en fument 10.
D'autres conséquences existent :
- Risque de retard de croissance intra-utérin (proportionnel au nombre de cigarettes fumées par jour : la consommation quotidienne d'un paquet entraine un poids moyen à la naissance diminué de 250 grammes).
- Risque de mort fœtale in-utéro multiplié par 3.
- Risque de placenta praevia et d'hématome rétro-placentaire multipliés par 2,5.
- Risque d'accouchement prématuré multiplié par 3.
- Altérations cutanées chez la mère responsables de vergetures plus sévères et de retard à la cicatrisation en cas d'épisiotomie.

## Conséquences après l'accouchement
Un bébé de mère fumeuse pèse en moyenne 300 grammes de moins que celui d'une mère non-fumeuse.
D'autres conséquences existent :
- Augmentation du risque de mort subite du nourrisson[2].
- Diminution de la masse cérébrale; et corrélation constatée avec (i) retards scolaires à 7, 11 et 16 ans, et (ii) fréquence accrue des cas d'hyperactivité.
- Diminution de production de lait maternel.
- L'allaitement n'est pas contre-indiqué. Bien au contraire, la mortalité est la plus élevée dans le cas du nourrisson de mère fumeuse qui n'est pas allaité.
- L'asthme dans l'enfance et l'adolescence est plus fréquent.

## Sevrage
Le sevrage tabagique permet d'éviter ces complications, et ce de façon d'autant plus efficace qu'il est précoce. Les femmes enceintes fumeuses peuvent, depuis 1997, bénéficier si elles le souhaitent d'une prescription de substituts nicotiniques ainsi que de conseils spécialisés d'un tabacologue et ce dès le début de la grossesse voir en consultation pré-natale. Toutes les formes de substitution nicotinique sont utilisables (patchs, gommes …) tant qu'elle est adaptée à la patiente.
Ces moyens de sevrage tabagique peuvent  être prescrits par les médecins et les sages-femmes mais également par les médecins du travail, les chirurgiens-dentistes, les infirmiers(ères) ou encore les masseurs-kinésithérapeutes. En outre, le droit de prescription des sages-femmes a été étendu puisque dorénavant, il est aussi possible de prescrire des traitements nicotiniques à l'entourage de la femme enceinte ou de l'accouchée. Ces traitements seront donc remboursés par l'Assurance Maladie.
Il existe cependant certains substituts contre indiqués tel que la Varénicline par exemple.